# El Chivo
El Chivo es una telenovela histórica Colombiana producida por RTI Televisión y Televisa para UniMás . Está basada en la novela de Mario Vargas Llosa La fiesta del Chivo, que a su vez, narra la historia del dictador dominicano Rafael Leónidas Trujillo, quien gobernó República Dominicana entre 1930 y 1961. Fue adaptada para la televisión por el escritor Kiko Oliveri.
Esta protagonizada por Julio Bracho, Eileen Moreno, Diana Hoyos, Manuela González y Javier Delgiudice

## Reparto
- Julio Bracho - Rafael Leónidas Trujillo
- Eileen Moreno - Mariana Durán
- Diana Hoyos - Ángela Durán
- Manuela González -  Susana Machado
- Iván Arana - Lázaro Conde
- Javier Delgiudice - Aristides Guerrero
- Juan Sebastián Calero - Jhonny Abbes
- Julio Sánchez Cóccaro - Agustín Cabral
- Cristina García - Urania Cabral
- Leonardo Acosta -  Alberto Domenech
- Laura Ramos - Rosita De Santiago
- María del Rosario Barreto - Flor de Oro Trujillo
- Camilo Sáenz - Padre Guzmán
- Lina Tejeiro - Celia Figueroa
- Enilda Rosa Vega Borja - Alicia

## Versiones
- La fiesta del Chivo (2006), película española también basada en el citado libro, dirigida por Luis Llosa.